# Samuel Levi (Rabbiner, 1751)
Samuel Wolf Levi (* 1751 in Pfersee; † 13. September 1813 in Mainz) war Rabbiner in Worms und Grand-Rabbin du Consistoire („Großrabbiner“) du Département du Mont-Tonnerre. Er war damit eine der führenden Persönlichkeiten, die auf regionaler Ebene die jüdischen Gemeinden aus ihren immer noch mittelalterlich geprägten Strukturen in die Moderne begleiteten.

## Familie
Samuel Wolf Levi war einer der Söhne des Rabbiners Wolf Levi, der das Landrabbinat Pfersee betreute. Der Vater ließ ihn und einen seiner Brüder die Schule im nahe gelegene Augsburg besuchen, was damals noch eine große Seltenheit, auch unter gebildeten Juden, war. So erfuhr Samuel Levi eine humanistische Bildung, lernte Französisch und die Umgangsformen der die jüdische Gemeinschaft umgebenden Mehrheitsgesellschaft.
Er war mehrmals verheiratet:
1. 1771 mit Pessel Hall, einer jungen Witwe, die 1781 starb,
2. mit der Tochter von Hirsch Worms aus Saarlouis, die aber auch bald starb,
3. mit deren Schwester, Brendelchen (auch: Sara). Sie überlebte ihren Mann.[4]

Insgesamt lebten bei seinem Tod acht Kinder. Sein Sohn Benedikt Levi (1806–1899), aus der Ehe mit Brendelchen / Sara, war ab 1829 Rabbiner in Gießen und ab 1842 auch Landesrabbiner der Provinz Oberhessen des Großherzogtums Hessen. Wiederum dessen Sohn war Hermann Levi.

## Karriere
1778 wurde Samuel Levi zum Rabbiner der Jüdischen Gemeinde Worms berufen, ein Amt, das er bis 1808 ausübte.
1789 organisierte und leitete er die jüdische Gedenkveranstaltung zum 100. Jahrestag der Zerstörung der Stadt Worms durch französische Truppen im Pfälzischen Erbfolgekrieg. Selbst ein solches, die ganze Stadt betreffendes Gedenken musste damals noch streng nach „Religionen“ getrennt veranstaltet werden: evangelisch, römisch-katholisch und jüdisch.
Als nach dem Umbruch der Französischen Revolution französische Truppen 1792 das linke Rheinufer – und damit auch Worms – besetzten, floh er mit seiner Familie, wie viele andere der Gemeinde, für knapp ein Jahr nach Frankfurt am Main. Die Gemeinde musste sich deshalb anschließend neu konstituieren. Als einer der wenigen, die damals in Worms fließend Französisch lesen, schreiben und sprechen konnten, trafen sich bei ihm in der Judengasse eine Zeit lang Bürgermeister, Gemeinderat und andere, damit er ihnen die mit der Zeitung aus Paris eintreffenden Nachrichten übersetzte.
In Folge der Besetzung und späteren Annexion der linksrheinischen Gebiete durch Frankreich wurde auch das alte politische System durch den Code civil ersetzt. Als Folge davon verloren die jüdischen Gemeinden ihre politische Autonomie und wurden zu rein religiösen Gemeinden. 1806 bis 1808 organisierte Napoleon Bonaparte, der sich ein am Konsistorialprinzip orientierte Verfassung der jüdischen Gemeinden in seinem Reich wünschte, eine „Großer Sanhedrin“ genannte Versammlung. Sie trat ab dem 23. August 1806 zusammen, zuerst als vorbereitende Konferenz, dann die eigentliche Versammlung. An ihr nahmen 71 jüdische Notabeln, darunter Rabbiner unter Vorsitz von David Sinzheim teil, für die Wormser Gemeinde Samuel Levi. Die Konferenz hatte den Auftrag, auf der Basis von Halacha und Tanach Vorschläge zur Verfassung des Judentums im Kaiserreich Frankreich zu machen. Aufgrund seiner Französischkenntnisse und seiner interkulturellen Kompetenz fiel Samuel Levi die Rolle des Sprechers der Rabbiner aus dem ehemals deutschen Bereich zu.
Aus der Konferenz und den von ihr erarbeiteten Vorschlägen ging das heute noch bestehende Consistoire central israélite hervor. Diesem unterstand in jedem Département ein Département-Konsistorium, das von einem Groß-Rabbiner geleitet wurde. Samuel Levi, der bei Napoleon offenbar einen guten Eindruck hinterlassen hatte, wurde 1808 als „Grand-Rabbin“ mit der Leitung des Consistoire du Département du Mont-Tonnerre in Mainz betraut. Napoleon hatte ihm alternativ die gleiche Position auch in Metz angeboten. In Mainz hatte er es sehr schwer, die dortige Gemeinde an die neue Zeit zu gewöhnen, es kam zu erheblichen Spannungen.